# 日本人とは何か。
『日本人とは何か。』は、山本七平の1989年の著作。
山本のほぼ唯一の日本通史であり、明治維新までの日本史を通して日本人を論じた。日本を理解したい外国人にどう説明したらいいかという問題提起に始まっており、比較的平易である。山本は2年後の1991年に死んだため、彼の日本学の総決算と考えることもできる。

## 内容
プロローグ 『大勢三転考』の日本
1 日本人とは何か
津田左右吉は、大和朝廷の日本統一は、武力よりも文化伝搬によって行われたと考えた。
2 文字の創造
平安時代にかなが生まれ、日本語を自由に記述可能になり、日本文学・日本文化が生まれた。
3 律令制の成立
律令制の口分田を確保するには開墾せねばならない。しかし土地の私有を認めなければ開墾するものはいない。こうして公地公民制は崩壊する。
4 神話と伝説の世界
日本は中国と違い、天皇の下に神祇官が作られた。天皇の祭儀の正統性を根拠づける書として『日本書紀』が作られたのだろう。
5 仏教の伝来
仏教は当初は貴族のものだったが、鎌倉時代に変質し、民衆に普及した。
6 「民主主義」の奇妙な発生
仏教の伝統により、寺で大問題を決するときには、一人一票の秘密投票が行われた。つまり日本の民主主義は仏教から生まれた。
7 武家と一夫一婦制
政府から軍事・警察権が民間に移譲され武士が生まれた。鎌倉幕府もそういう政権だった。
8 武家革命と日本式法治国家の成立
律令は現実と乖離しており、新しい法を作る必要が生まれた。当時の常識の結晶である『貞永式目』である。（8,9章は『日本的革命の哲学』の要約。）
9 武家法の特徴
式目の基本は土地所有権の保証だった。裁判権は徐々に朝廷から幕府へ委譲されていった。
10 エコノミック・アニマルの出現
清盛の時代に輸入を始めた宋銭で貨幣制度が確立した。貨幣経済が一族郎党という血縁集団を崩壊させていく。（『日本人の土地神話』でもこれを論じる。）
11 下克上と集団主義の発生
中世の契約社会集団が一揆である。（「『一揆』の成立まで」の要約。）
12 貨幣と契約と組織－中世の終わり
足利幕府は貨幣経済に基づく権力だった。貨幣経済が発展し、貨幣に基づく軍隊が作られる。鉄砲の導入とあいまって戦国時代は終息する。
13 土一揆・一向衆・キリシタン
西洋人はどのようにキリスト教を広めたか。蓮如の平等主義をまね、かつ印刷機を使い入門書を出版した。
14 貿易・植民地化・奴隷・典礼問題
秀吉のキリシタン禁止はどういうものか。キリスト教自体ではなく、一向一揆のような団結勢力となることを禁じた。
15 オランダ人とイギリス人
家康はヤン・ヨーステンとウィリアム・アダムスを厚遇した。彼ら新教徒は面倒な宗教問題を持ち込まなかった。
16 「鎖国」ははたしてあったのか
島原の乱の後、キリシタンの徹底的弾圧によって結果的に鎖国となった。
17 キリシタン思想の影響
棄教者である不干斎ハビヤンは、諸宗教の中から合理的と思われる思想だけ採用した、近代日本人の元祖である。（この章は『日本教徒』の要約。）
18 家康の創出した体制
家康は学問を好み、社会制度は先例にならって、各身分の「諸法度」を作った。
（14,15,16,18,20章のテーマは『徳川家康』でも触れられた。）
19 幕藩体制の下で
『日本永代蔵』に生産技術の改善が描かれている。（19,21,22章は『経営人間学』の要約。）
20 タテ社会と下克上
江戸時代の大名は専制君主ではなく、「同輩中の第一人者」だった。
21 五公五民と藩の経営
年貢が米納から金納になると、付加価値の高い農業生産物が有利になり、経済成長を起こす。
22 幕藩体制下の経済
江戸時代の消費経済の発達は、諸藩の財政を困窮させていった。
23 江戸時代の技術
江戸時代の和時計技術が精密工業の基礎を作った。
24 江戸時代の民衆生活
江戸時代の家族制度は貞永式目の伝統の延長だった。
25 江戸時代の思想
浅見絅斎（あさみけいさい）は幕府支配の正統性を否定（『現人神の創作者たち』の要約）。鈴木正三と石田梅岩は商業・勤労を肯定（『勤勉の哲学』『日本資本主義の精神』の要約）。
26 現代日本人の原形
富永仲基の聖典正文批判。山片蟠桃の無神論。（山片から、エピローグの由利までの人々については『江戸時代の先覚者たち』に詳しく書かれた。）
27 現代日本国の原形
数学者本多利明と儒学者海保青陵の経済学。（詳しくは『江戸時代の先覚者たち』）
エピローグ 明治維新の出発点
由利公正は福井藩の横井小楠の弟子。産業を起こして福井藩の財政を改善させた。（詳しくは『江戸時代の先覚者たち』）
これに続く時代が渋沢栄一を描いた『近代の創造』となる。